# Lipinka (Ełk)
Lipinka (deutsch Linde) ist ein kleiner Ort in der polnischen Woiwodschaft Ermland-Masuren, der zur Gmina Ełk (Landgemeinde Lyck) im Powiat Ełcki (Kreis Lyck) gehört.

## Geographische Lage
Die Waldsiedlung Lipinka liegt im südlichen Osten der Woiwodschaft Ermland-Masuren, neun Kilometer südöstlich der Kreisstadt Ełk (Lyck).

## Geschichte
Die Försterei Linde wurde im Jahr 1874 Teil des Amtsbezirks Lyck-Forst. Dieser gehörte zum Kreis Lyck im Regierungsbezirk Gumbinnen (ab 1905: Regierungsbezirk Allenstein) in der preußischen Provinz Ostpreußen. Lediglich sechs Einwohner waren 1885 und 1905 in Linde registriert.
Am 1. Januar 1929 wechselte Linde vom Amtsbezirk Lyck-Forst in den Amtsbezirk Wischniewen (1938 bis 1945 Amtsbezirk „Kölmersdorf“, polnisch Wiśniowo Ełckie), als die Forstsiedlung nämlich in die Gemeinde Regeln (polnisch Regiel) eingemeindet wurde.
In Kriegsfolge kam Forsthaus Linde 1945 mit dem gesamten südlichen Ostpreußen zu Polen und trägt seither die polnische Namensform „Lipinka“. Heute gehört die Siedlung zur Gmina Ełk (Landgemeinde Lyck) im Powiat Ełcki, bis 1998 der [Woiwodschaft Suwałki], seitdem der Woiwodschaft Ermland-Masuren zugehörig.

## Religionen
Bis 1945 war Forsthaus Linde in die evangelische Kirche Ostrokollen (1938 bis 1945 Scharfenrade, polnisch Ostrykół) in der Kirchenprovinz Ostpreußen der Kirche der Altpreußischen Union sowie in die römisch-katholische Kirche St. Adalbert in Lyck im Bistum Ermland eingepfarrt.
Heute gehört Lipinka katholischerseits zur Kirche in Regiel (Regeln), einer Filialkirche der Pfarrei Regielnica (Regelnitzen, 1938 bois 1945 Regelnhof) im Bistum Ełk der Römisch-katholischen Kirche in Polen. Die evangelischen Kirchenglieder halten sich zur Kirchengemeinde in der Stadt Ełk, einer Filialgemeinde der Pfarrei in Pisz (deutsch Johannisburg) in der Diözese Masuren der Evangelisch-Augsburgischen Kirche in Polen.

## Verkehr
Lipinka liegt abseits vom großen Verkehrsgeschehen an einem Landweg, der von Regiel (Regeln) aus direkt dorthin führt. 